# Uwe Rahn
Uwe Rahn (Mannheim, 21 de maio de 1962) é um ex jogador de futebol alemão que atuava como atacante.

## Carreira
Rahn integrou a Seleção Alemã-Ocidental de Futebol nos Jogos Olímpicos de Verão de 1984, em Los Angeles.
Disputou a Copa do Mundo FIFA de 1986.